# AVRO

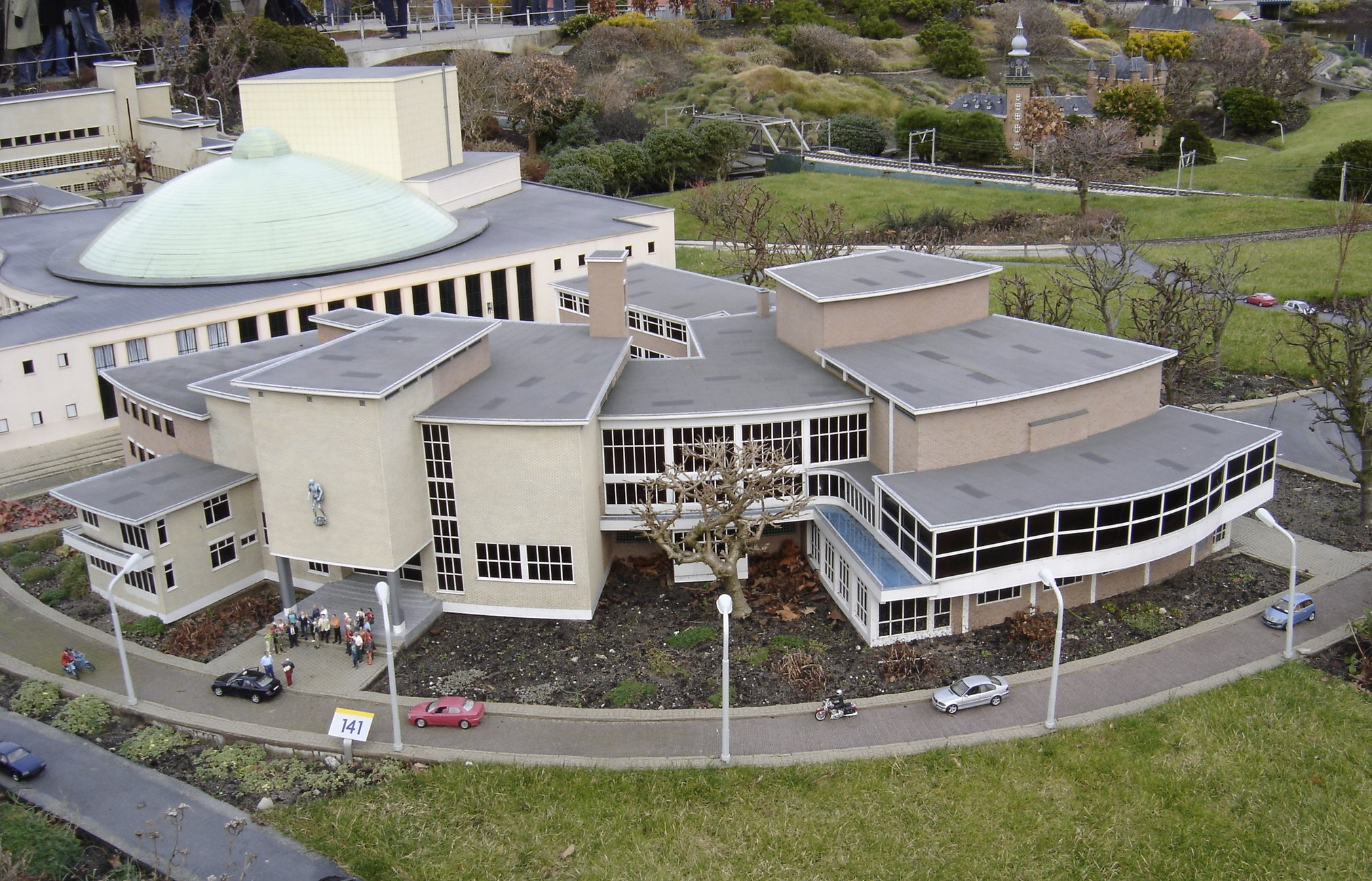
Model AVRO Studios w Madurodam

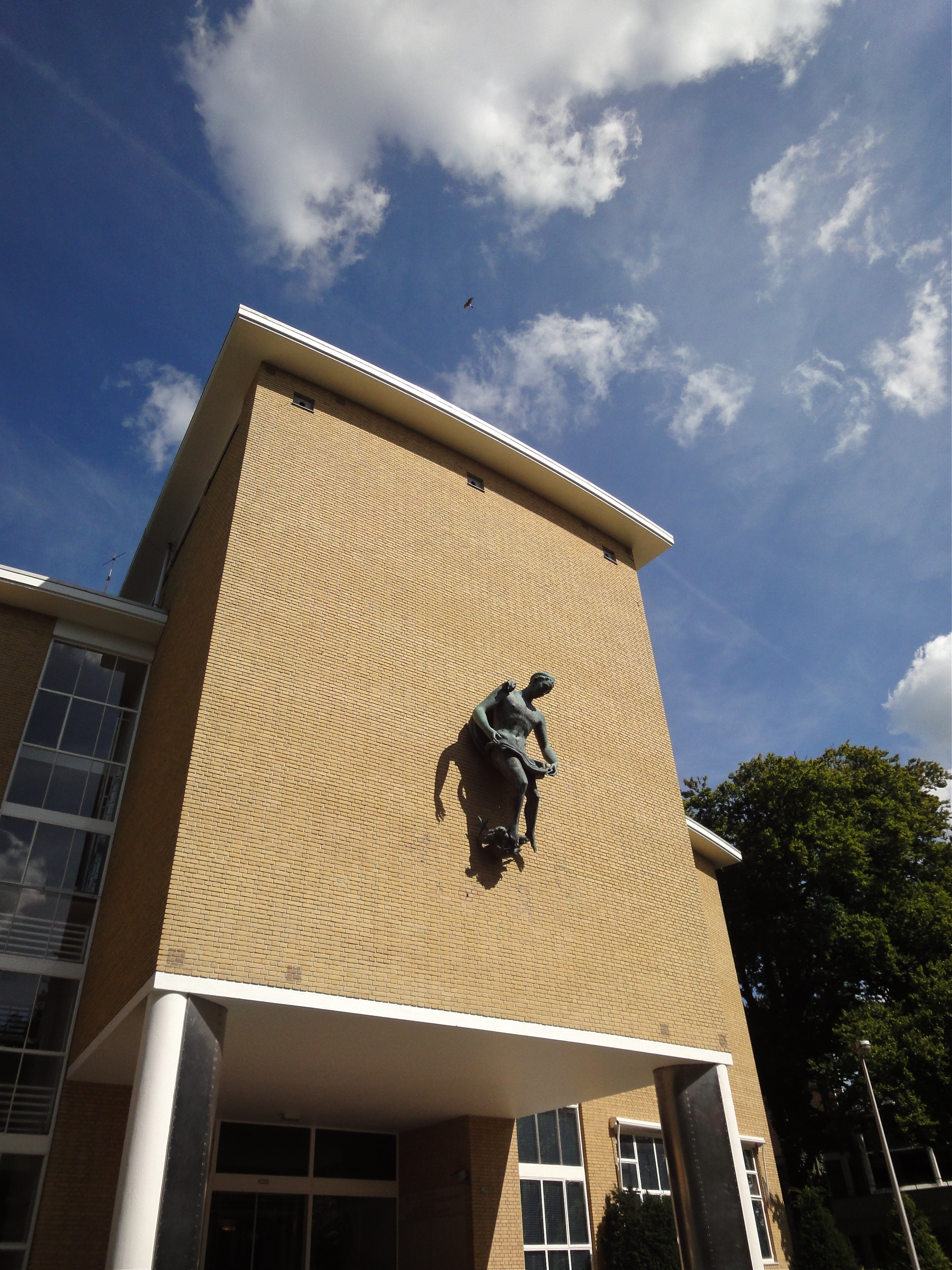
Główne wejście do AVRO Studios

AVRO (Algemene Vereniging Radio Omroep, Ogólne Stowarzyszenie Radiofonii i Telewizji) – holenderski nadawca publiczny działający w ramach systemu Nederlandse Publieke Omroep. Był pierwszym nadawcą publicznym w Holandii. W 2014 roku AVRO połączyło się z nadawcą TROS, tworząc AVROTROS.

## Historia
W dniu 8 lipca 1923 roku Hilversumsche Draadlooze Omroep został uruchomiony przez Nederlandsche Seintoestellen Fabriek pod nadzorem Willema Vogta. 21 lipca 1923 nadał pierwszą regularną audycję radiową w Holandii. W 1927 roku zmienił nazwę na Algemeene Nederlandsche Radio Omroep (ANRO), wkrótce nadawca połączył się z Nederlandsche Omroep Vereeniging (NOV). 28 grudnia 1927 nadawcy kontynuowali wspólną działalność jako Algemeene Vereeniging Radio Omroep (AVRO).
7 września 2014 AVRO połączyło się z nadawcą TROS, tworząc spółkę znaną jako AVROTROS.

## Programy radiowe
Na NPO Radio 4:
- AVRO Back to the Old School
- AVRO Baroque around the Clock[3]
- AVRO Easy Listening
- AVRO Klassiek
- AVRO Het beste van het beste
- AVRO Radio Festival Classique
- AVRO Steenen Tijdperk Fifties
- AVRO Steenen Tijdperk Sixties
- AVRO Ziel en Zaligheid
- AVRO Operette

## Programy telewizyjne
- Devil's Advocate
- EénVandaag (wraz z TROS)
- Gehaktdag
- Koefnoen
- Op zoek naar Evita
- Op zoek naar Joseph
- The Phone
- TopPop
- Wie is de Mol?

## Prezenterzy
- Chantal Janzen (telewizja)
- Cornald Maas (telewizja)
- Gerard Ekdom (telewizja i radio)
- Jan Steeman (radio)
- Pia Dijkstra (telewizja i radio)
- Sipke Jan Bousema (telewizja)

## Konferansjerzy
- Netty Rosenfeld † (1951-1952)
- Heleen van Meurs (1953-1955)
- Mies Bouwman (1954-1955)
- Ageeth Scherphuis (1956-1966)
- Elizabeth Mooy (1959-1966, 1971-1976)
- Ilse Wessel † (1963-1969)
- Lonneke Hoogland (1964-1968)
- Ria Bremer (1966-1970)
- Viola Holt/Viola van Emmenes (1968-1969)
- Alice Oppenheim (1968-1975)
- Sonja van Proosdij (1969)
- Lous Haasdijk † (1969-1975)
- Ingrid Drissen (1974-1980)
- Jos van Vliet (1975-1976)
- Hans van der Togt (1976-1989)
- Ilona Hofstra (1977-1979)
- Patricia Messer (1979-1985)
- Jack van der Voorn (1983)
- Monique van der Sande (1983-1985)
- Ad Visser (1985-1989)
- Myrna Goossen (1985-1990)
- Simon Visser (1986)
- Roeland Kooijmans (1988-1991)
- Birgit E. Gantzert (1989-1992)
- Judith de Bruijn (1989-1992)
- Pauline Dekker (1990-1991)
- Humberto Tan (1991-1992)

## Korespondenci
- Link van Bruggen †
- Jan Brusse † (1948-1985)
- Koen Corver
- Anton Foek
- Simon Hammelburg (1976-1983)
- Albert Milhado † (1945-1975)
- Peter Schröder † (1960-1984)
- Max Tak † (1945-1967)
- Fons van Westerloo (1976-1983)

## Slogany
- AVRO, 60 jaar in beweging (AVRO, 60 lat w ruchu)
- Volop in beweging (Z pełnym rozmachem)
- Dit wordt weer je avondje AVRO (Będzie to znowu twoje wieczorne AVRO)
- De eigenzinnige AVRO (Dziwaczne AVRO)
- Een avondje AVRO daar blijf je voor thuis (Zostań w domu na wieczór w AVRO)
- Een beetje klasse kan geen kwaad (Trochę klasy nie boli)
- Je komt elkaar tegen bij de AVRO (Spotykacie się w AVRO)[4]
- Voor een breder beeld (Dla szerszego spojrzenia)
- Verrijk je wereld (Wzbogać swój świat)

## Stowarzyszeni
Stowarzyszenie AVRO uznało Radę Stowarzyszenia jako organ nadzorczy. Od 1 stycznia 2008 w skład zarządu AVRO wchodzili:
- Paul Smits, przewodniczący
- Rob Neutelings, wiceprzewodniczący
- Robert Croll, sekretarz
- Kier Brul, skarbnik
- Peter van Gorsel, członek zarządu